# Balazote
Balazote es un municipio español situado al sureste de la península ibérica, en la provincia de Albacete, dentro de la comunidad autónoma de Castilla-La Mancha. Se encuentra a 32 km de la capital provincial. Es sede de la mancomunidad de servicios de la Sierra de Alcaraz y Campo de Montiel a la que pertenece. Cuenta con una población de 2379 habitantes (INE 2024).

## Toponimia
Se cree que el origen de la palabra Balazote, proviene del posible nombre romano de la villa, Palatium y del nombre morisco, Balat.

## Geografía
Integrado en la comarca de Sierra de Alcaraz y Campo de Montiel, se sitúa a 29 kilómetros de Albacete. El término municipal está atravesado por la carretera nacional N-322, entre los pK 322 y 332, además de por la carretera autonómica CM-3135, que conecta con Barrax, y por carreteras locales que permiten la comunicación con Lezuza y San Pedro.

El relieve del municipio es predominantemente llano, salpicado por algunos cerros aislados y una zona más ondulada al oeste. El río Don Juan o río Jardín recorre el territorio desde exclave de El Jardín hacia el canal de la Lobera. La altitud oscila entre los 873 m al oeste (cerro San Cristóbal) y los 730 m a orillas del río Don Juan. El pueblo se alza a 760 m sobre el nivel del mar.
| Noroeste: Lezuza            | Norte: La Herrera                              | Nordeste: La Herrera |
| Oeste: Lezuza               |                                                | Este: La Herrera     |
| Suroeste: Alcaraz (exclave) | Sur: San Pedro (Albacete) y Pozuelo (Albacete) | Sureste: Pozuelo     |

## Historia
Los orígenes de la población se remontan, como mínimo, 2500 años, en época íbero-romana. Muestra de ello son los restos arqueológicos hallados en el municipio, que tienen su máximo exponente en la Bicha de Balazote, una escultura ibérica encontrada en el término municipal y que ha sido datada en el siglo VI a. C. Se encuentra depositada en el Museo Arqueológico Nacional, en Madrid, desde 1910, siendo una de las figuras íberas más importantes junto a la Dama de Elche.
Asimismo, se han encontrado diversos mosaicos romanos, que datan de cuando Balazote estaba situado en la Vía Heráclea.
Tras la invasión musulmana del año 711, toda la zona perteneció al Califato de Córdoba, así como las posteriores divisiones de taifas, o los imperios almohade y almorávide.
En 1213, el rey Alfonso VIII reconquista la importante plaza de Alcaraz, desde donde pudieron dominar toda la comarca. La villa fue cambiando de manos con el devenir de los siglos. Primeramente fue una aldea perteneciente a Alcaraz. En 1310, Fernando IV la dona a la Orden de Santiago. La localidad fue señorío de don Rodrigo Manrique, Conde de Paredes de Nava en el siglo XV.

## Demografía
Cuenta con una población de 2379 habitantes (INE 2024).
| Gráfica de evolución demográfica de Balazote entre 1842 y 2021                                                      |
| |
| Población de derecho según los censos de población del INE Población de hecho según los censos de población del INE |

## Economía

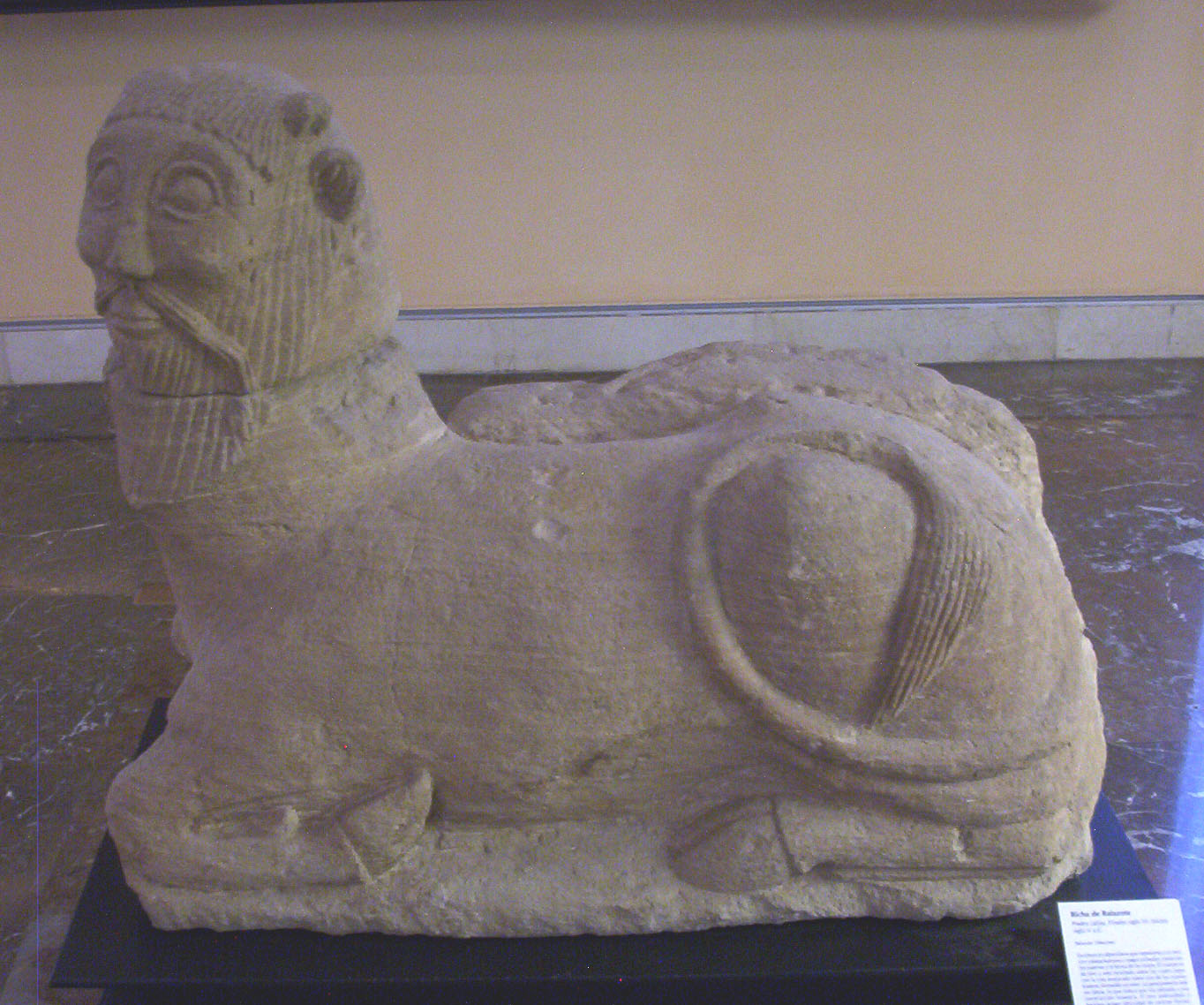
La Bicha de Balazote fue descubierta cerca de Balazote. Se encuentra en el Museo Arqueológico Nacional, en Madrid, existiendo copia en el Museo Arqueológico de Albacete

La principal actividad económica de la población es la relativa a la agricultura. Hay un importante sector de regadío, en el que destaca por encima de todo el cultivo del ajo, siendo una de las poblaciones de mayor producción en Castilla-La Mancha. Al norte del casco urbano hay un polígono agroindustrial, en el que las actividades relativas a la exportación de ajo ocupan buena parte de las naves, a destacar, la Cooperativa Santa Mónica.
Además del sector primario, se encuentran diversas industrias, fundamentalmente relacionadas con el sector de la construcción. Asimismo se dan diversas manufacturas y una creciente industria de la carpintería y el mueble.

## Fiestas
Algunas de las fiestas destacadas de esta localidad castellano-manchega son las fiestas de San Blas, patrón del municipio, que tienen lugar en febrero, en las cuales se lleva a cabo una de las tradiciones más hermosas del pueblo, conocida como la tradicional corrida de la bandera, que consiste en subir a un escenario para demostrar habilidades como fuerza y destreza en el manejo de la bandera bajo el acompañamiento, eso sí, de la Banda de Música Municipal de Balazote dirigida por Ana Pilar Simarro Guija.
Aunque tampoco podemos olvidar la romería en honor a la patrona, Santa Mónica, en la cual se realiza una subida a la ermita situada en el cerro que lleva su nombre donde se celebra la Eucaristía y la tradicional entrega de panecillos benditos por la Santa.

## Deportes
La localidad dispone de un campo de fútbol municipal, durante mucho tiempo en desuso, lo que hizo que el CD Huracán de Balazote que milita en Tercera Federación (Grupo XVIII) jugase como local en el Manuel de Lodares de la localidad vecina de Barrax. Actualmente el campo dispone de césped artificial y es utilizado de forma asidua.
En el año 2019 se funda el Balazote FS dedicado a la disciplina del fútbol sala.